# Girolamo Ghinucci
Girolamo Ghinucci o Ginucci (Siena, 1480 – Roma, 6 luglio 1541) è stato un cardinale e vescovo cattolico italiano.

## Biografia
Fu canonico della cattedrale di Siena ed entrò nella Curia romana come chierico della Camera Apostolica. Fu segretario di papa Giulio II.
Il 16 ottobre 1512 fu eletto vescovo di Ascoli Piceno. Partecipò al Concilio Lateranense V dalla terza sessione fino al termine del Concilio. Il 30 luglio 1518 rinunciò al governo pastorale della diocesi, mantenendone però il titolo. Il 3 agosto dello stesso anno fu nominato segretario dei Brevi, poi fu nominato nunzio apostolico in Inghilterra, dove Enrico VIII lo nominò a sua volta suo ambasciatore in Spagna.
Fu coinvolto con Silvestro Mazzolini da Priero nella reazione papale contro Martin Lutero dopo il 1518.
Il 26 settembre 1522 fu trasferito alla sede vescovile di Worcester, ma il 21 marzo 1535 fu privato della sede dallo stesso Enrico VIII, che nel 1534 aveva rotto le relazioni con la Santa Sede e aveva fondato una Chiesa di Stato; comunque mantenne il titolo vescovile di Worcester fino alla morte. Frattanto il 10 settembre 1523 era stato nominato amministratore apostolico della diocesi di Malta, a cui rinunciò il 20 marzo 1538.
Papa Paolo III lo elevò al rango di cardinale nel concistoro del 21 maggio 1535 e il 31 maggio dello stesso anno ricevette il titolo di Santa Balbina. Fu anche amministratore apostolico della diocesi di Cavaillon dal 6 luglio 1537 al 16 luglio 1540 e della diocesi di Tropea dal 19 giugno 1538 alla morte. Il 25 gennaio 1537 optò per il titolo di San Clemente.
Dal 7 gennaio 1538 al 10 gennaio 1539 ricoprì la carica di Camerlengo del Sacro Collegio.
Morì a Roma e fu sepolto nella chiesa del suo titolo.

## Successione apostolica
La successione apostolica è:
- Vescovo Francesco Pozzo, O.P. (1530)
- Vescovo Alessandro Stefano Filodori, O.P. (1540)